# Чопко Роман Богданович
Роман Богданович Чопко (нар. 1 грудня 1992, Дрогобич, Львівська область) — український футболіст, воротар.

## Життєпис

### Клубна кар'єра
Вихованець футбольної школи ФК «Львів», де і розпочинав свої виступи у першості України (ДЮФЛ). Загалом на дитячо-юнацькому рівні провів 35 матчів. Виступав та виступає за клуби як першої так і другої ліги українського футболу: «Верес» (Рівне),  ФК «Тернопіль», «Нива« (Тернопіль), «Гірник-спорт» (Горішні Плавні) та «Буковина» (Чернівці). Грав за аматорську команду «Нива» (Теребовля), яка брала участь в чемпіонаті України серед аматорів та за польський клуб «Сталь» (Сянік), який виступав у четвертому за рангом дивізіоні.